# Angersjön
Angersjön är en sjö i Stenungsunds kommun i Bohuslän och ingår i Göta älv-Bäveåns kustområde. Angersjön ligger i Svartedalen Natura 2000-område. Sjöns area är 0,0074 kvadratkilometer och den är belägen 114 meter över havet.